# Wu Ban
En aquest nom xinès, el cognom és Wu.
Wu Ban, nom estilitzat Yuanxiong (元雄), va ser un general militar de Shu Han durant l'era dels Tres Regnes de la història xinesa. Era el cosí jove de Wu Yi (吳懿).

## Biografia
Wu Ban era el fill de Wu Kuang, un oficial sota el Gran General He Jin. Servint a Liu Zhang ell va ser ben conegut pel seu comportament cavallerós, i el seu rang era sovint just a sota del que tenia el seu cosí Wu Yi. Durant el regnat de Liu Bei, Wu Ban va ser fet comandant de guarnició (Lingjun). Tanmateix, durant el regnat de Liu Shan ell va ser promogut al rang de General de les Cavalleries d'Elit (Piaoqi Jiangjun) i va ser fet marquès provisional de Mianzhu (probablement altre lloc que Wei controlava).

## En la ficció
En la novel·la històrica del Romanç dels Tres Regnes de Luo Guanzhong, es conta que Wu en fou un servent proper de Liu Zhang. Durant la batalla de Xiaoting contra Sun Quan, Wu Ban va ser encarregat de liderar l'avantguarda, dirigint forces navals i guanyant moltes batalles pels voltants de Sun Huan a Yiling. A les Campanyes del Nord de Zhuge Liang del 234 EC, Wu Ban va ser mort pels generals de Cao Wei, Zhang Hu i Yue Chen.